# بيتر فون هس
بيتر هاينرش لامبرت فون هس (بالألمانية: Peter von Hess، مواليد يوم 29 يوليو عام 1792 – توفي يوم 4 أبريل عام 1871) هو رسام ألماني اشتهر بلوحاته التاريخية ولا سيما تلك التي تتناول الحروب النابليونية وحرب الاستقلال اليونانية.

## الحياة
تلقى بيتر فون هس تدريبه في بادئ الأمر من والده كارل إرنست كريستوف هس. رافق بيتر أخاه الأصغر هاينرش ماريا إلى ميونخ عام 1806، وألتحق بأكاديميتها للفنون الجميلة حين كان يبلغ السادسة عشر من العمر. كما تدرب على يد فيلهلم فون كوبل.
سُمح لهس خلال الحروب النابليونية بالانضمام لطاقم الجنرال كارل فيليب فون فريد الذي قاد البافاريين في العمليات العسكرية التي أدت في نهاية المطاف إلى تنازل نابليون عن سدة العرش. واكتسب هنالك خبرات حربية جديدة وجرب السفر والتنقل لأصقاع عديدة. قام هس برسم أولى لوحاته عن الحروب أثناء الوقت الذي قضاه هناك. أمضى بعضاً من الوقت في إيطاليا عام 1818 حيث رسم مشاهد طبيعية وغيرها من المشاهد المختلفة التي صادفها في البلاد وسافر برفقة مجموعة من الرسامين البافاريين ومنهم الرسام الألماني يوزف بيتزل إلى نابولي.
ورافق أوتو إلى مملكة اليونان المتشكلة حديثاً عام 1833 بناءً على طلب لودفيغ الأول ملك بافاريا، وهناك في أثينا جائته فرصة جمع المواد لصور حرب التحرير. وُضعت الرسومات التي صنعها بعد ذلك وعددها أربعون في البيناكوثيكا (معرض للصور)، وهذا بعدما تم نسخها في الشمع على مساحة واسعة في الأروقة الشمالية لحديقة هوفغارتن بميونخ. كان حدث دخول الملك أوتو إلى مدينة نافبليو موضوع لوحة خيشية كبيرة مفصلة موجودة الآن في البيناكوثيكا كان قد عمل عليها هس في السجن.
نالت أعمال هس الفنية تقييماً إيجابياً بيد أن البعض شكك بمدى جرأتها ورقتها.

## معرض الصور

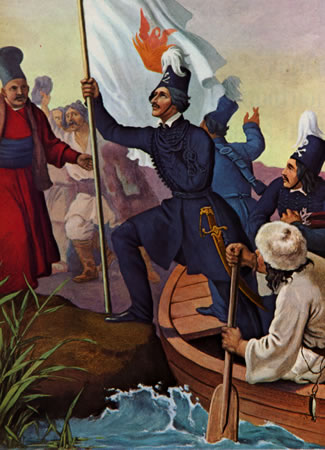
"ألكسندر يبسيلانتس يعبر البروت"
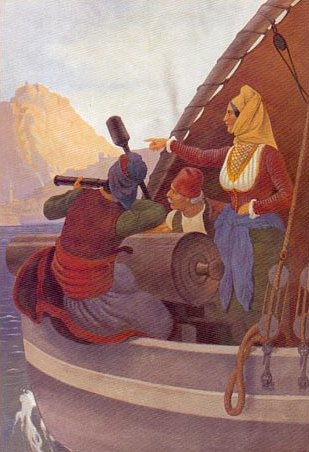
"بوبولينا"
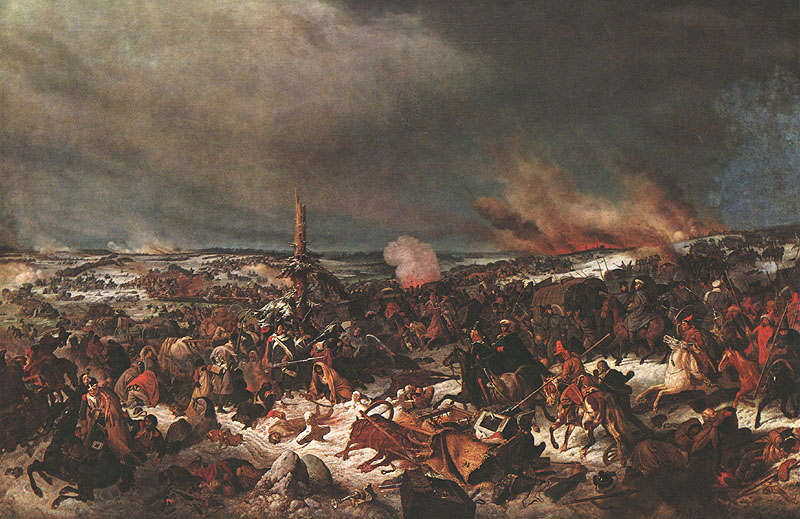
"معركة بيريزينا (1812)"
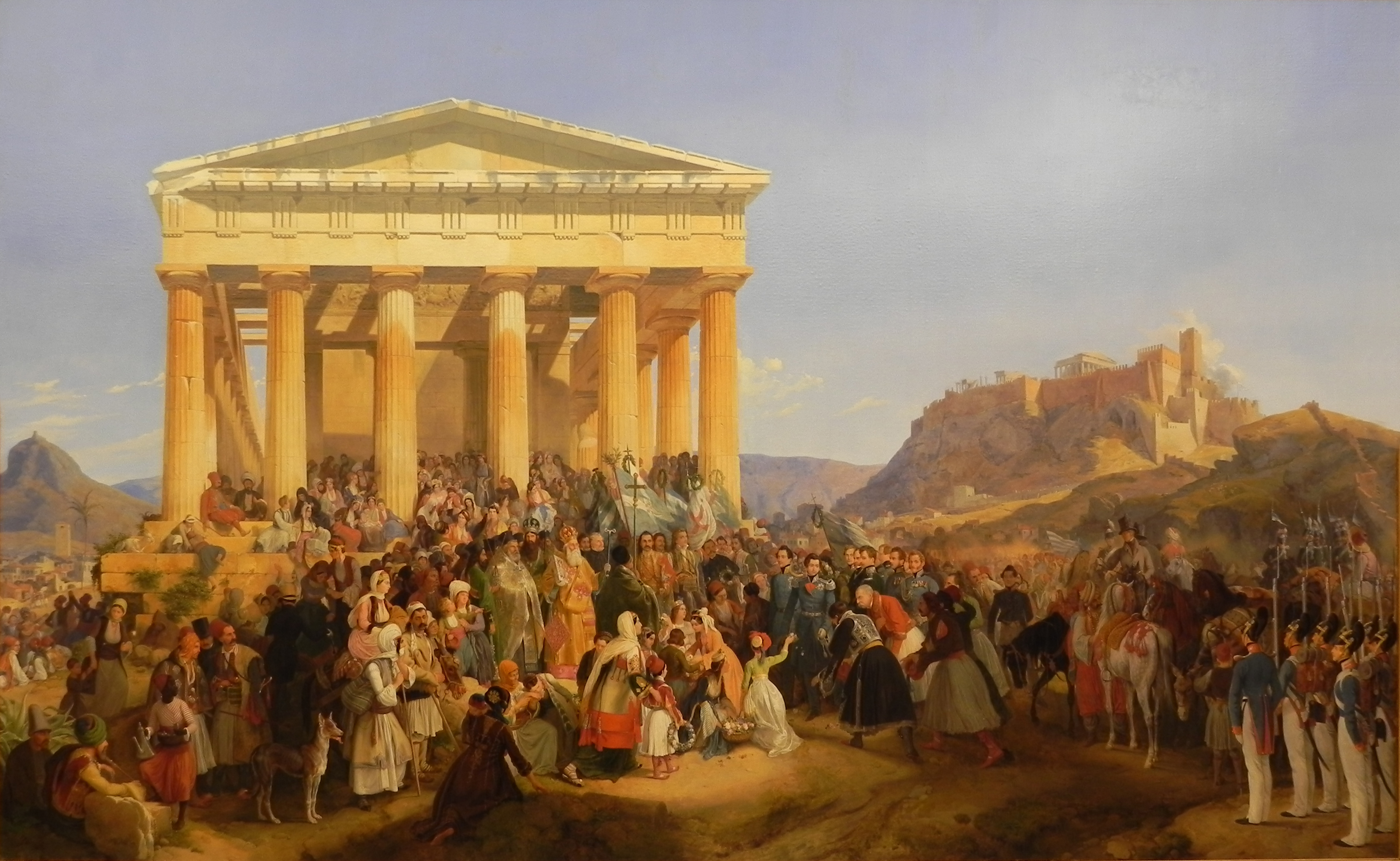
" دخول أوتو إلى أثينا"
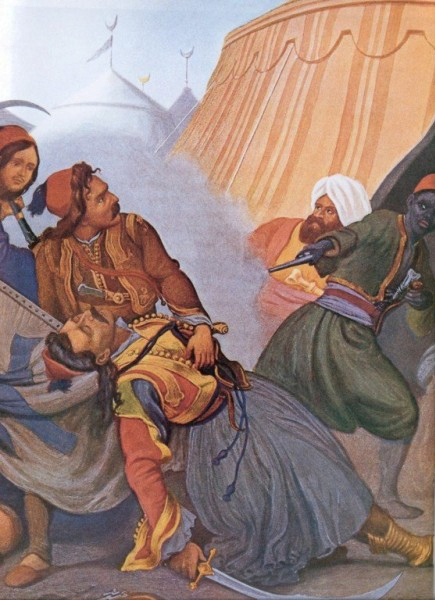
"بوتسارس يحتضر في كاربنيسي"

## وصلات خارجية
- موقع عن بيتر فون هس (بالإنجليزية)
- معلومات من موقع «Pinakothek» (بالإنجليزية)